# Anagallis monelli
Lysimachia monelli là một loài thực vật có hoa trong họ Anh thảo. Loài này được L. mô tả khoa học đầu tiên năm 1753.

## Hình ảnh

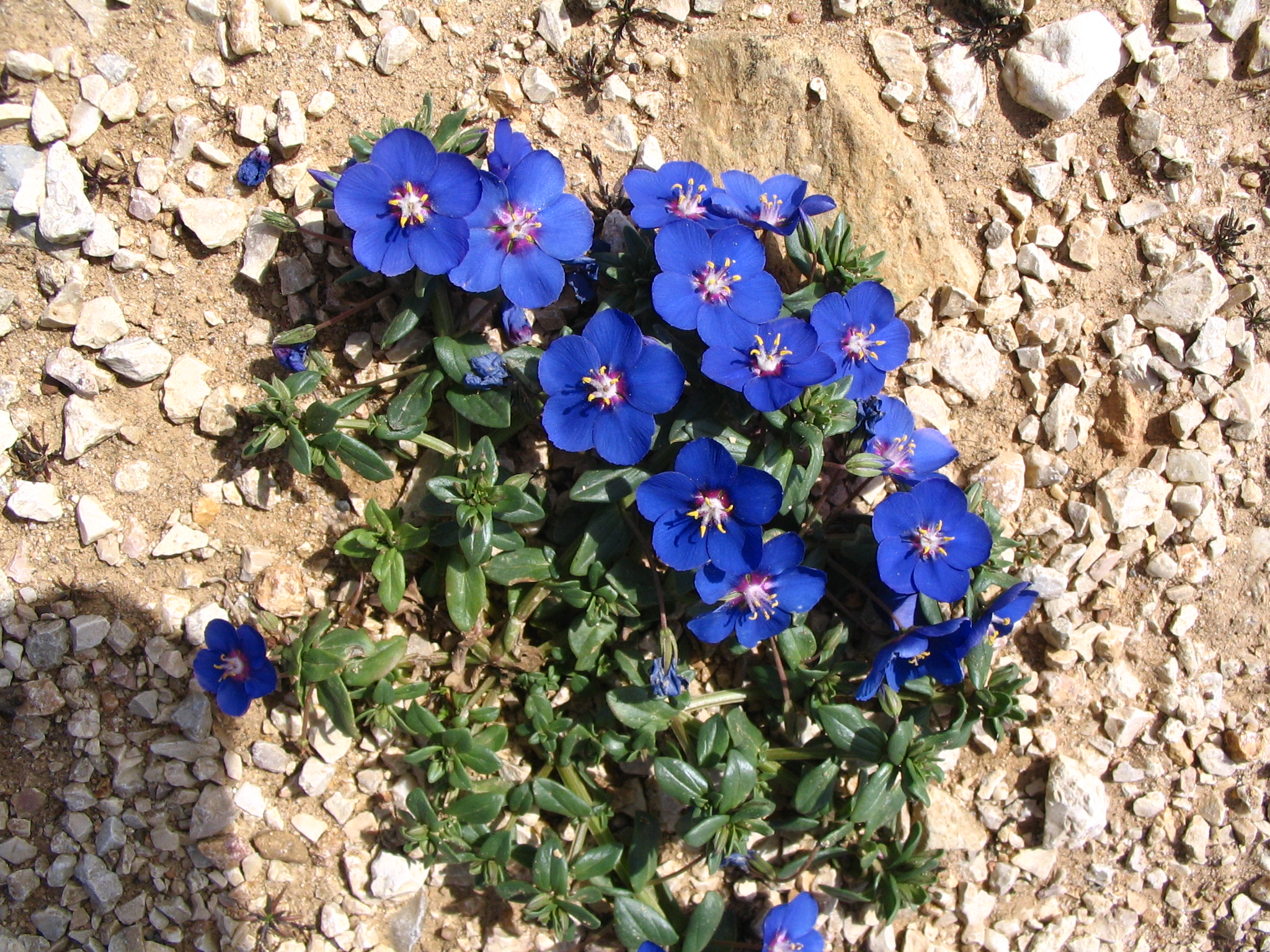
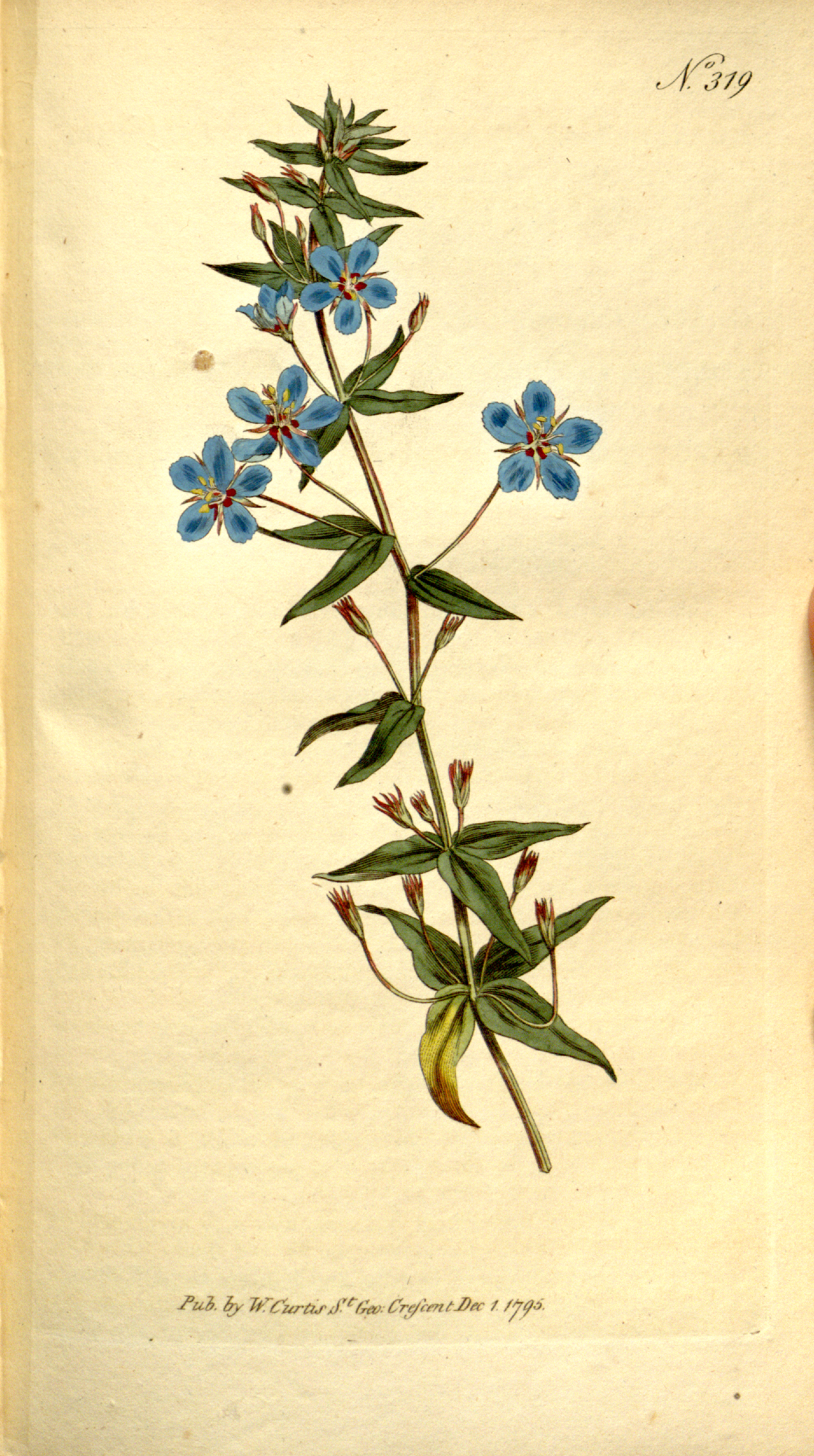
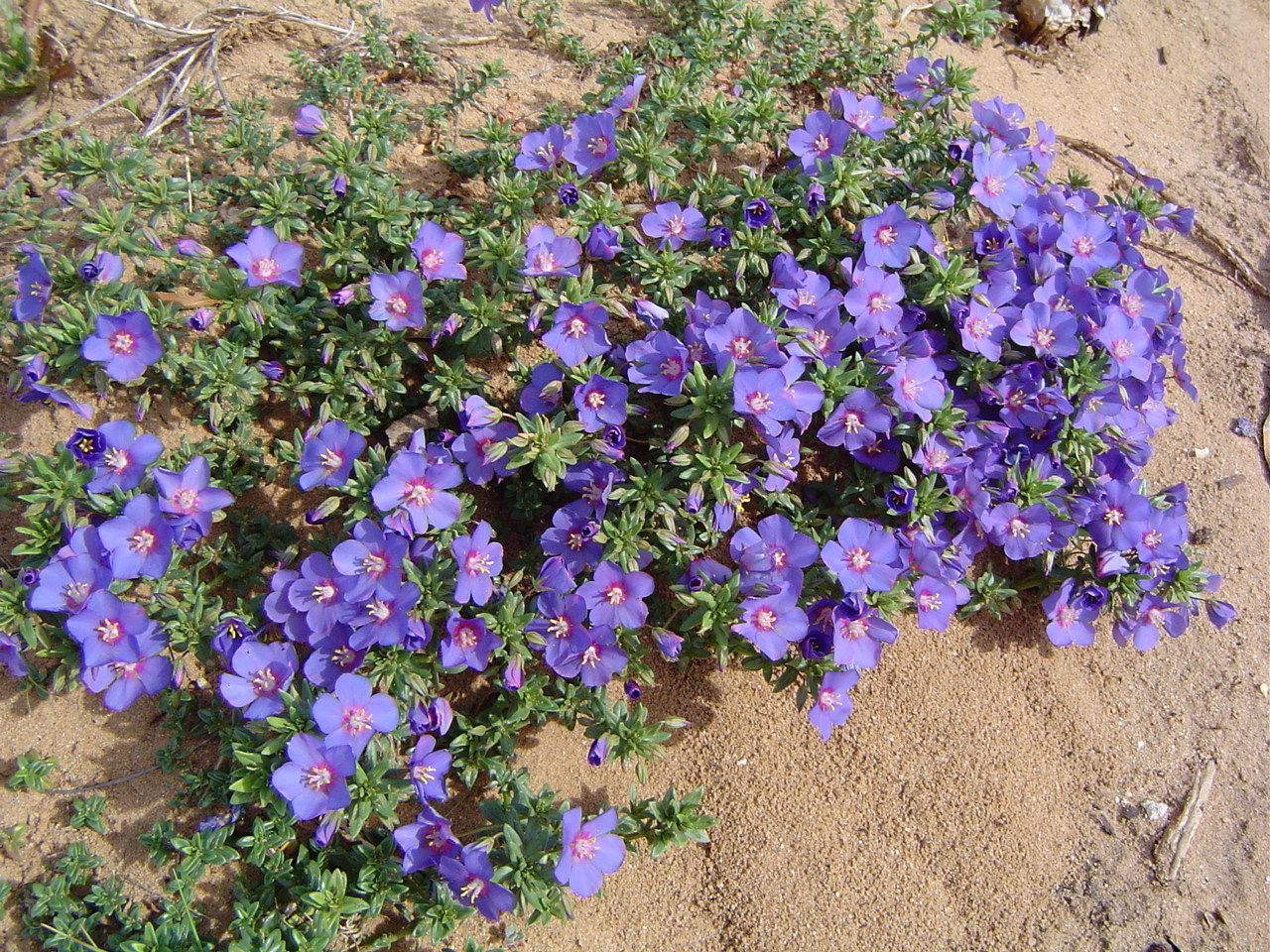
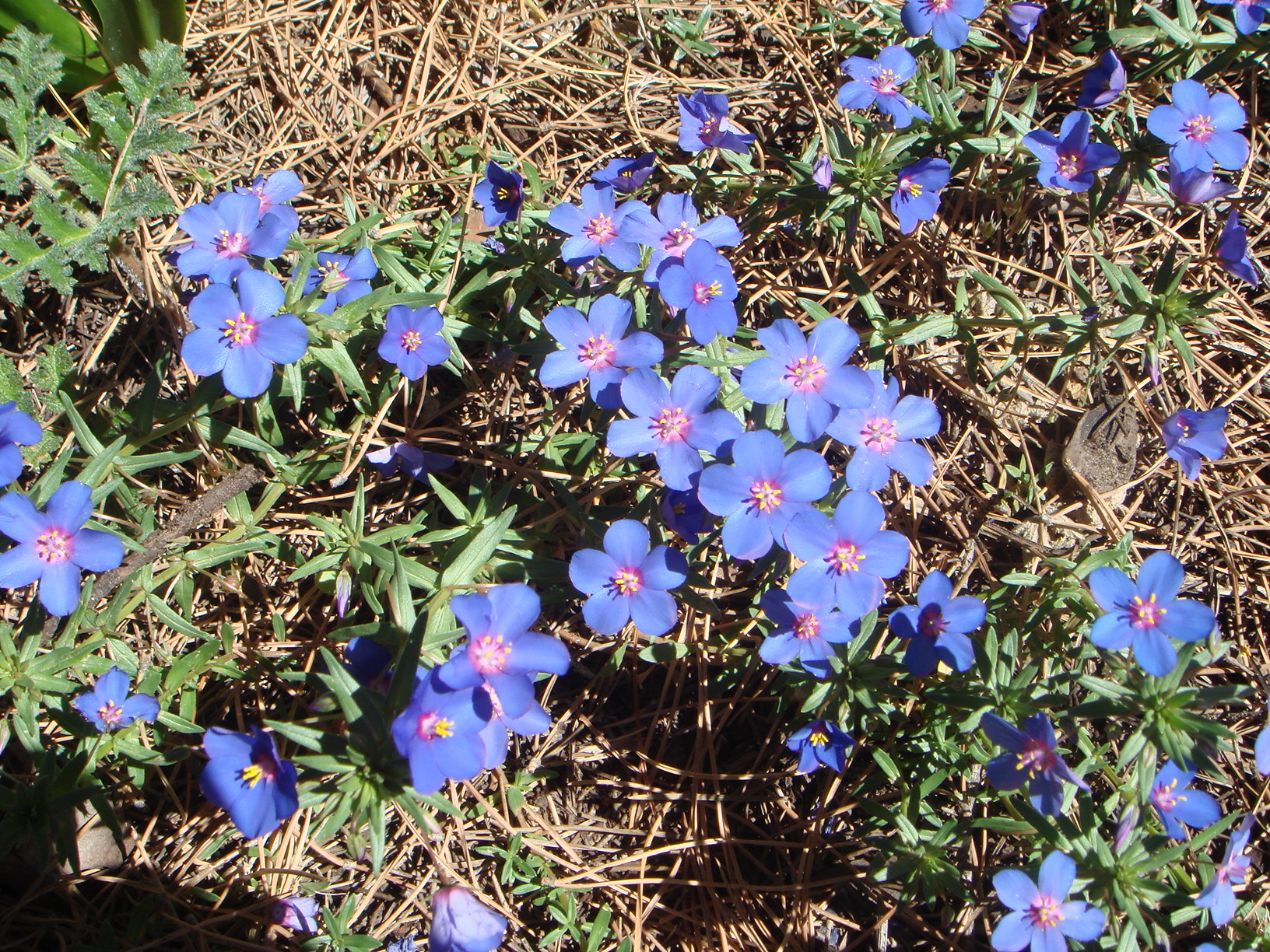